# روبرت غرينليف ليفيت
روبرت غرينليف ليفيت (بالإنجليزية: Robert Greenleaf Leavitt)‏ هو عالم نبات أمريكي، ولد في 1865، وتوفي في 1942.